# Софіївка (хутір)
Софіївка (пол. Zofijówka) — хутір, виведений з облікових даних у зв'язку з переселенням жителів у с. Перемилів у першій половині 1950-х років, сучасний Гусятинський район Тернопільської області, колишня мазурська колонія.
Був розташований за 3 км на північний захід від с. Перемилів. Неподалік Софіївки (до 1 км на північ та захід) проходила межа Копичинецького повіту з Теребовлянським. Назва походить, імовірно, від жіночого імені Софія.

## Історія
17 грудня 1920 року польським сеймом видано 2 закони, які регулювали парцеляцію (розподіл) землі (занедбаної, понаднормової панської, державної) між новими польськими колоністами в Східній Галичині. Таким чином вже 1921 року створено і мазурську колонію Софіївку.
1 квітня 1927 р. вилучено частини сільської гміни Перемилів Копичинецького повіту Тарнопольського воєводства і міської гміни Хоростків та з них утворена самоврядна гміна Софіївка.
15 червня 1934 р. з Копичинецького повіту передані до Теребовлянського повіту села Мшанець, Великий Говилів, Малий Говилів, Вітосівка, Софіївка.
1 серпня 1934 року в рамках реформи на підставі нового закону про самоуправління (23 березня 1933 року) увійшла до нової сільської гміни Мшанець (Теребовлянський повіт Тернопільського воєводства).
До 1939 р. поселення — Копичинецького повіту Тернопільського воєводства. У 1939 р. — 50 дворів, у березні 1949 р. на хуторі було 9 дворів, 9 жителів.